# Allan Harris
Pour les articles homonymes, voir Harris.
Allan Harris, (né le 28 décembre 1942 à Londres et mort le 23 novembre 2017) est un joueur professionnel et entraîneur britannique  de football.

## Biographie

### Joueur
Allan Harris fut un arrière central durant sa carrière, tout d'abord à Chelsea, où il jouera 70 matchs de championnat lors de ses premières saisons avec le club. Il rejoindra Coventry City en 1964 où il passera deux ans, avant de brièvement retourner à Chelsea où il jouera la finale de la FA Cup en 1967 qu'ils perdront face à Tottenham Hotspur.
Il partira ensuite pour Queens Park Rangers et y jouera son premier match en août 1967 contre Portsmouth et participera à la première montée du club en première division de son histoire. Il jouera 94 matchs avec QPR avant d'être transféré à Plymouth Argyle en 1971.
Il jouera ensuite quelque temps à Cambridge United avant de partir en 1974 pour Hayes FC en tant que joueur-entraîneur.
En février 1976, il signera pour le club irlandais de St. Patrick's Athletic.
Après sa retraite, il deviendra entraîneur au FC Barcelone en tant qu'assistant. Il entraînera par la suite l'Al Ahly SC en Égypte puis l'équipe de Malaisie de décembre 2000 à 2004.
Il meurt le 23 novembre 2017 à l'âge de 74 ans.

### Famille
Son frère, Ron Harris, était également footballeur professionnel.